# Умершие в марте 2007 года

## Список
- 1 марта — Мари-Аделаида (82) — принцесса Люксембурга.
- 2 марта — Анри Труайя (95) — французский писатель[1].
- 2 марта — Михайлова, Савея Мухаметдиновна (64) — российский историк и организатор науки, заслуженный деятель науки Республики Татарстан, профессор Казанского университета.
- 3 марта — Садовый, Николай Александрович (92) — советский и российский журналист, старейший журналист Санкт-Петербурга.
- 4 марта — Налепа, Тадеуш (63) — польский рок-музыкант.
- 5 марта — Першин, Василий (56) — российский хоккеист.
- 6 марта — Сорокин, Вадим Анатольевич (47) — российский артист группы «Экс-ББ».
- 6 марта — Жан Бодрийяр (77) — французский философ-постмодернист, социолог[2].
- 7 марта — Делей, Пол — американский блюзовый музыкант.
- 7 марта — Курдиян, Карен Григорьевич (68) — известный армянский звукорежиссёр и член союза кинематографистов Армении.
- 7 марта — Хунджуа, Георгий Григорьевич (85) — советский и российский геофизик.
- 8 марта — Эрнандес, Крус (128) — сальвадорская долгожительница.
- 8 марта — Коган, Александр Семёнович (73) — российский учёный, хирург, доктор медицинских наук, заслуженный деятель науки Российской Федерации.
- 9 марта — Бочаров, Михаил Тимофеевич (87) — советский и российский актёр театра и кино.
- 9 марта — Студенецкий, Владимир (49) — эстонский фотограф, активист-антифашист, лидер организации Ночной Дозор.
- 10 марта — Джени, Ричард (49) — американский актёр; самоубийство.
- 11 марта — Хаттон, Бетти (86) — американская актриса.
- 12 марта — Блэк, Лидия (81) — американский антрополог.
- 13 марта — Крикун, Василий Гаврилович (88) — герой ВОВ, обладатель звания Герой Советского Союза.
- 13 марта -- Екатерина Иоанновна (91) -- княжна императорской крови дочь великого князя Иоанна Константиновича и великой княгини Елены Петровны.
- 13 марта — Тренин, Григорий (28) — музыкант (саксофон, кларнет), выпускник Уральской государственной консерватории.
- 14 марта — Судзуки, Хиромицу (60) — японский артист.
- 14 марта — Хаммади, Саадун (76) — премьер-министр Ирака в марте-сентябре 1991.
- 15 марта — Макаренко (Гершкович), Михаил Янович (75) — диссидент; убийство.
- 15 марта — Талайрах, Жан (96) — французский нейрохирург, создатель стереотаксической системы координат и базирующегося на ней атласа большого мозга, используемого в стереотаксической нейрохирургии и томографической визуализации мозга.
- 15 марта — Осечкин, Сергей Викторович (GANG) (23) — бывший гитарист альт/нью-метал-группы AMATORY; рак печени.
- 16 марта — Белл, Элизабет Гэллоуэй (95) — австралийская буддистка и президент буддийского общества Виктории.
- 16 марта — Мемедемин, Яшар — крымскотатарский поэт, живший в Румынии.
- 16 марта — Голицын, Илларион Владимирович (78) — Заслуженный художник РСФСР, график, действительный член Российской академии художеств. Лауреат Государственной премии РФ в области литературы и искусства.
- 16 марта — Платэ, Николай Альфредович (72) — советский и российский учёный, химик, специалист по полимерам.
- 16 марта — Моторин, Владимир Борисович (53) — педагог, ученый, доктор социологических наук, профессор, действительный член Российской Академии социальных наук, заслуженный работник высшей школы Российской Федерации, полковник внутренней службы.
- 17 марта — Бэкус, Джон (82) — программист-разработчик языка Fortran.
- 18 марта — Товстолужский, Сергей — украинский музыкант и продюсер, участник группы Океан Эльзы.
- 19 марта — Любченко, Геннадий — российский хоккеист.
- 19 марта — Хейгуд, Амелия — американский продюсер звукозаписи, основательница независимого звукозаписывающего лейбла Delos Records.
- 20 марта — Таха Ясин Рамадан (69) — вице-президент Ирака в 1991—2003 гг.; казнён[3].
- 20 марта — Баэс, Альберт — американский физик, отец фолк-певиц Джоан Баез и Мими Фариньи.
- 22 марта — Ратмир Шишков (18) — российский рэпер; автокатастрофа.
- 22 марта — Базми, Низар — пакистанский композитор.
- 22 марта — Александр Аксёнов (Рикошет) (42) — российский рок-певец — лидер группы Объект Насмешек.
- 23 марта — Пол Джозеф Коэн — американский математик, профессор Стэнфордского университета.
- 24 марта — Геннадий Бортников (67) — советский и российский актёр театра и кино, Народный артист РФ.[4]
- 24 марта — Юрий Зубрицкий (83) — советский и российский учёный-латиноамериканист.
- 25 марта — Маргарян, Андраник Наапетович (55) — премьер-министр Армении в 2000—2007 гг.
- 25 марта — Тамара Носова (79) — советская и российская актриса театра и кино, народная артистка России[5].
- 26 марта — Евгений Поспелов — советский и российский географ, специалист в области топонимики и картографии.
- 26 марта — Михаил Ульянов (79) — российский советский актёр, Народный артист СССР[6].
- 26 марта — Колесников, Михаил Петрович (67) — генерал армии, начальник Генерального штаба Вооружённых Сил РФ — 1-й заместитель министра обороны РФ в 1992—1996, и. о. министра обороны РФ в июне-июле 1996, председатель Государственной технической комиссии при Президенте РФ в 1998—1999.
- 27 марта — Лотербур, Пол (77) — американский химик, пионер ядерно-магнитного резонанса, лауреат Нобелевской премии в области физиологии и медицины за 2003 год.
- 29 марта — Скворцов, Анатолий Дмитриевич (89) — советский игрок в хоккей с мячом и с шайбой, тренер. Заслуженный тренер РСФСР.
- 29 марта — Накаяма, Тосиво (75) — экс-президент Микронезии.
- 31 марта — Вацлавик, Пауль (85) — американский психотерапевт и психолог.
- 31 марта — Гробман, Давид Матвеевич (84) — советский математик, доктор физико-математических наук.
- 31 марта — Салманов, Фарман Курбан оглы (Курбанович) (75) — российский геолог, доктор геолого-минералогических наук, член-корреспондент РАН, Герой Социалистического Труда, Заслуженный геолог РФ.